# Чехматаев, Дмитрий Павлович
Дмитрий Павлович Чехматаев (1903—1954) — директор Государственного оптического института (1937—1950), лауреат Ленинской премии.
Окончил Ленинградский технологический институт (1930).
Кандидат технических наук (1933), доцент по специальности «теория резания и инструментальное производство» (1936).
Работа:
- 1930—1931 инженер цеха на заводе им. Воскова
- 1931—1932 старший инженер треста «Гипроспецмонтаж»
- 1932—1933 начальник цеха на заводе «Калибр» (Москва)
- 1933—1935 начальник сектора треста «Двигательстрой»
- 1935—1937 зав. измерительной лабораторией Оптико-механического завода
- 1937—1950 директор Государственного оптического института (ГОИ)
- с 1950 года работал на Ленинградском оптико-механическом заводе (ГОМЗ)
- 1950—1952 докторант Физического института АН СССР

Д. П. Чехматаев пришёл к руководству ГОИ в 1937 году после неоднократно сменявших один другого на этом посту представителей партийно-хозяйственной номенклатуры — И. И. Орловского (1932—1933), М. О. Атрашевича (1933—1933), Л. А. Ольберта (1933—1936), В. А. Тихомирова (1936—1937). Будучи также далёким от науки специалистом, он основное внимание уделял работам института в интересах промышленности, последовательно сокращая объём научно-исследовательских работ. В статье «Двадцать лет Государственного оптического института (ГОИ)» он утверждал: «Оторвавшись от оптической промышленности и её конкретных нужд, не зная запросов, задач и перспектив производства, часть научных кадров института ушла в область беспредметных абстрактных исканий „научной истины“. Теория для этой части кадров превратилась в самоцель, в „науку для науки“».
Сокращение части научных направлений, в том числе работ, ведущихся под непосредственным руководством Д. С. Рождественского, привело к тому, что в конце 1938 года он и ряд ведущих сотрудников, в том числе С. Э. Фриш, В. А. Фок, Т. П. Кравец фактически прекратили работу в институте.
Под руководством Д. П. Чехматаева основной состав ГОИ был эвакуирован в начале Великой Отечественной войны из Ленинграда в Йошкар-Олу и продолжал работать, подчинив практически всю свою деятельность нуждам фронта.
В предвоенные и послевоенные годы Д. П. Чехматаев принимал участие совместно с профессором В. М. Чулановским и Ф. М. Герасимовым в создании делительных машин и разработке технологии изготовления дифракционных решёток. В 1945 году возглавил в ГОИ специальную лабораторию . К 1949 году была изготовлена делительная машина, разработана технология нарезания штрихов алмазными резцами на алюминиевом слое, нанесённом методом испарения в вакууме на стеклянную подложку. Первая отечественная дифракционная решётка, нарезанная в конце 1949 года, имела 600 штрихов/мм.
Лауреат Ленинской премии 1958 года (посмертно) совместно с Ф. М. Герасимовым — за разработку методов изготовления прецизионных дифракционных решёток. Автор монографии.
Похоронен на Серафимовском кладбище Санкт-Петербурга.

## Награды
- Орден Красной Звезды (1942)
- Орден Трудового Красного Знамени (1939, 1949)
- Орден Ленина (1943)
- Орден Отечественной войны 1 степени (1945)
- Ленинская премия (1958)